# Salamina (Magdalena)

Localização de Salamina no departamento de Magdalena.

Salamina é um município do departamento de Magdalena, Colômbia.